# Van Maanen (inslagkrater)

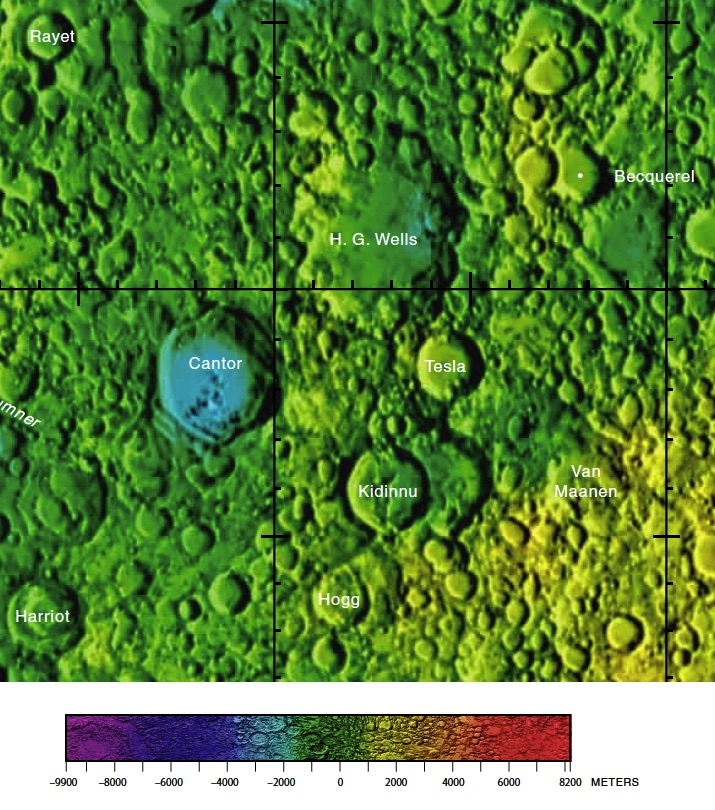
De positie van Van Maanen

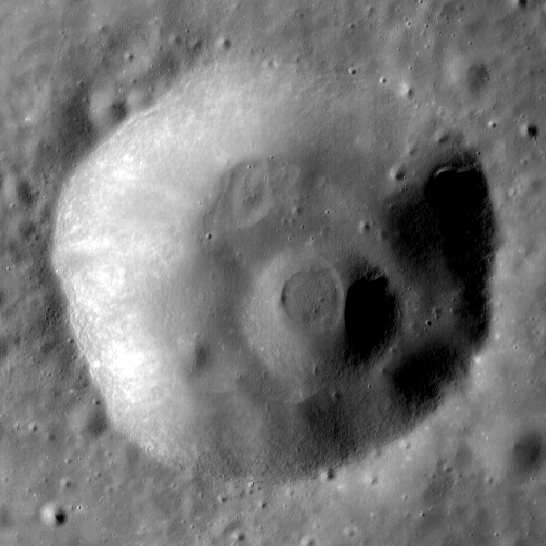
Satellietkrater Van Maanen K

Van Maanen is een geërodeerde inslagkrater op de achterkant van de Maan. De krater werd genoemd naar de Nederlands-Amerikaanse astronoom Adriaan van Maanen (1884-1946). Van Maanen ligt ten oosten van de inslagkrater Kidinnu en ten zuidoosten van de inslagkraters Tesla en H. G. Wells. 

## Satellietkrater
| Van Maanen | Breedtegraad | Lengtegraad | Doorsnede |
| ---------- | ------------ | ----------- | --------- |
| K          | 33,2° NB     | 129,1° OL   | 23 km     |

## Maanatlassen
- Charles J. Byrne: The Far Side of the Moon, a photographic guide.
- Ben Bussey, Paul Spudis: The Clementine Atlas of the Moon, revised and updated edition.